# Elie Siegmeister
Elie Siegmeister (New York, 15 januari 1909 – Manhasset, 10 maart 1991) was een Amerikaans componist, muziekpedagoog en dirigent. Voor bepaalde werken gebruikte hij ook het pseudoniem L.E. Swift

## Levensloop
Siegmeister kreeg zijn eerste pianolessen op 8-jarige leeftijd. Hij studeerde vanaf 1924 aan de Columbia-universiteit in New York onder andere muziektheorie bij Seth Bingham en behaalde zijn Bachelor of Music met cum laude in 1927, op 18-jarige leeftijd. Privé studeerde hij contrapunt bij Wallingford Riegger tot 1926. Van 1927 tot 1931 was hij in Parijs en studeerde bij Nadia Boulanger. Van 1935 tot 1938 studeerde hij aan de Juilliard School of Music in New York onder andere orkestdirectie bij Albert Stoessel.
Siegmeister behoorde in 1937 met onder andere Aaron Copland tot de medeoprichters van de American Composers Alliance. In 1939 organiseerde hij de American Ballad Singers, een koorvereniging, met die hij vijf jaar door de Verenigde Staten reisde en aansluitend ook in het buitenland was. In de Verenigde Staten werd deze vereniging en Elie Siegmeister als pionieren in de renaissance van de folk music aangezien.
Vanaf 1934 was hij docent aan het Brooklyn College in Brooklyn en aan de New School for Social Research. Vanaf 1938 was hij professor aan de Universiteit van Minnesota in Minneapolis. In 1949 vertrok hij weer naar New York en werd professor aan de Hofstra Universiteit in Hempstead, waar verbleef tot hij met pensioen ging in 1976. Tot zijn leerlingen behoren onder andere Stephen Albert (1941-1992), winner van de Pulitzerprijs voor muziek in 1985, Michael Jeffrey Shapiro, Herbert Deutsch, Daniel Dorff, Barry Drogin, Gerald Humel, Leonard Lehrman, Stephen Lawrence, Joseph Pehrson en de klarinettist Naomi Drucker.
Hij was dirigent van het Hofstra Symphony Orchestra. Siegmeister is auteur of medeauteur van belangrijke muziekboekken.
Als componist schreef hij voor naast alle genres, opera's, musical, ballet, werken voor orkest, harmonieorkest, koren en vocale muziek, maar ook kamermuziek en filmmuziek. Voor zijn werken en zijn verdiensten werd hij met talrijke prijzen onderscheiden.

## Composities

### Werken voor orkest

#### Symfonieën
- 1947 Symfonie Nr. 1
- 1950 Symfonie Nr. 2
- 1957 Symfonie Nr. 3
- 1967-1970 Symfonie Nr. 4
- 1971 Symfonie Nr. 5 "The Vision of Time"
- 1983 Symfonie Nr. 6

#### Concerten voor instrumenten en orkest
- 1956 Concerto, voor klarinet en orkest
- 1960 Concerto, voor dwarsfluit en orkest
- 1974 rev.1983 Concerto, voor piano en orkest
- 1976 An Entertainment: Double Concerto, voor viool, piano en orkest
- 1977-1978 Concerto, voor viool en orkest

#### Andere werken voor orkest
- 1933 American Holiday
- 1937 Abraham Lincoln Walks at Midnight
- 1943 Ozark Set
- 1944 Prairie Legend
- 1944 Wilderness Road
- 1945 Western Wuite
- 1946 Funnybone Alley
- 1946 Lonsome Hollow
- 1946 Sunday In Brooklyn
- 1947 Summer Night
- 1949-1951 From My Window
- 1953 Divertimento
- 1960 Theater Set
- 1966 Dick Whittington and his Cat
- 1967 Five Fantasies for the Theater
- 1975 Shadows and Light, suite in vijf delen als reactie van de componist op schilderijen van Edgar Degas, Vincent van Gogh, Paul Klee en anderen
- 1981 Fantasies in Line and Color
- From My Window
- Three Symphonic Sketches (Cordura Suite)

### Werken voor harmonieorkest
- 1944 Prairie Legend - A Midwestern Set
- 1944 Wilderness Road
- 1946 Summer Day
- 1949 Five American Folk Songs
- 1951 Deep Sea Chanty
- 1951 Pastoral
- 1951 Riversong
- 1955 A little Faun
- 1955 Hootenanny
- 1958 The Mermaid in Lock Nr. 7, een opera voor zangsolisten en harmonieorkest (zie: Opera's)
- 1968 Ballad
- 1977 Celebration
- 1977 Front Porch Saturday Night
- 1977-1978 Declaration, voor koperensemble en pauken

### Cantates
- 1957 Christmas is Coming, a Festive Cantada the Customs, Traditions and Story of Christmas, voor spreker en gemengd koor - tekst: Rufus A. Wheeler
- 1967 I Have A Dream, cantate gebaseerd op die woorden van Martin Luther King
- 1981 Cantat For FDR, cantate

### Toneelwerken

#### Opera's
| Voltooid in     | titel                                           | aktes   | première                                                                                 | libretto                                                                                     |
| --------------- | ----------------------------------------------- | ------- | ---------------------------------------------------------------------------------------- | -------------------------------------------------------------------------------------------- |
| 1952            | Darling Corie                                   | 1 akte  | 18 februari 1954, Hempstead (New York)                                                   | Lewis Allen                                                                                  |
| 1955            | Miranda and the Dark Young Man                  | 1 akte  | 9 mei 1956, Hartford (Connecticut)                                                       | Edward Eager                                                                                 |
| 1958            | The Mermaid in Lock No. 7                       | 1 akte  | 20 juli 1958, Pittsburgh                                                                 | Edward Mabley                                                                                |
| 1963; rev. 1969 | Dublin Song; rev. als: The Plough and the Stars | 3 aktes | 15 mei 1963, Saint Louis (Missouri); rev. versie: 16 maart 1969, Baton Rouge (Louisiana) | naar Sean O'Casey, «The Plough and the Stars»                                                |
| 1975-1976       | Night of the Moonspell                          | 3 aktes | 14 november 1976, Shreveport                                                             | Edward Mabley, naar William Shakespeare, «A Midsummer's Night Dream»                         |
| 1982            | The Marquesa of O                               | 3 aktes |                                                                                          | Ned Rorem, naar Heinrich von Kleist                                                          |
| 1984-1985       | Angel Levine                                    | 1 akte  | 5 oktober 1985, New York                                                                 | Edward Mabley, naar Bernard Malamud                                                          |
| 1984-1985       | The Lady of the Lake                            | 1 akte  | 5 oktober 1985, New York                                                                 | Edward Mabley, naar Bernard Malamud «The Lady of the Lake» uit de collectie The Magic Barrel |

#### Musical
| Voltooid in | titel                | aktes | première                                 | libretto                  |
| 1944        | Sing Out, Sweet Land |       | 10 november 1944, Hartford (Connecticut) | Walter Kerr, Edward Eager |

#### Balletten
| Voltooid in | titel                     | aktes | première                                 | libretto                                       | choreografie |
| ----------- | ------------------------- | ----- | ---------------------------------------- | ---------------------------------------------- | ------------ |
| 1974        | A Cycle of Cities         |       | 8 augustus 1974, Wolf Trap Farm Festival | Lawrence Ferlinghetti, L. Hughes, en N. Rosten |              |
| 1975-1976   | Fables from the Dark Wood |       | 25 april 1976, Shreveport                |                                                |              |

#### Schouwspel
- 1942-1943 Doodle Dandy of the USA, schouwspel met muziek - tekst: Saul Lancourt - première: 26 december 1942, New York

### Werken voor koren
- 1935 rev.1970 Heyura, Ding, Dong, Ding
- 1935 John Henry
- 1940 Johnny Appleseed
- 1944 rev.1967 As I Was Going Along
- 1945 A Tooth For Paul Revere, voor spreker, gemengd koor en orkest
- 1946 Lazy Afternoon
- 1949 The New Collosus
- 1961-1962 This Is Our Land
- 1965 In Our Time
- 1971 On This Ground
- 1981 Sing Unto the Lord a New Song
- Abraham Lincoln Walks at Midnight
- Anne Rutledge
- Freedom Train
- Song of Democracy

### Vocale muziek
- 1926 Correge for Rosenbloom - tekst: Stevens
- 1928 I Owe a Debt to a Monkey - tekst: Kathleen Lamb
- 1928 Frech Blue, voor tenor en piano - tekst: Alexander Perry
- 1930 4 Robert Frost Songs
- 1933 Strange Funeral at Braddock, voor bariton solo en orkest - tekst: Michael Gold
- 1938 Elegies for García Lorca - tekst: Machado
- 1950 Lonely Star, voor sopraan (of tenor) en piano
- 1952 For My Daughters - tekst: Rosten
- 1966 rev.1977 Songs of Experience, voor lage zangstem, altviool en piano - tekst: William Blake
- 1968 The Face of War, voor bariton en orkest
- 1968 Four Eberhart Songs, voor lage zangstem en piano
- 1970 Five Cummings Songs, voor sopraan en piano
- 1970 Six Cummings Songs, voor bariton en piano
- 1972 Songs of Innocence, voor sopraan en piano - tekst: William Blake
- 1977 City Songs, voor sopraan (of tenor) en piano - tekst: Rosten
- 1977 Brief Introduction to the Problems of Philosophy - tekst: I. Edman
- 1983 Ways of Love, voor lage zangstem en kamerorkest
- 1987 The Bell Doth Toll gepubliceerd in Paul Sperry «The Vote for Names»
- Refugee Road
- The Crime Took Place in Grenada, zangcyclus
- The Lincoln Penny

### Kamermuziek
- 1927 Nocturne, voor dwarsfluit en piano
- 1927 Prelude, voor klarinet en piano
- 1929 Contrasts, voor fagot en piano
- 1935 Strijkkwartet Nr. 1
- 1939 Down River, voor saxofoon en piano
- 1955 Song for A Quiet Evening, voor viool en piano
- 1960 Strijkkwartet Nr. 2
- 1966 Sextet, voor koperblazers en slagwerk
- 1973 Strijkkwartet Nr. 3 "On Hebrew Themes"
- 1975 Strijkkwartet Nr. 4
- 1978 Summer, voor altviool en piano
- Prelude, Blues, and Finale, voor twee klarinetten en piano
- Two Pieces, voor saxofoon en piano

### Werken voor piano
- 1929 Fantasy Rag
- 1932 Theme and Variations Nr. 1
- 1942 Tocatta on Flight Rhythms
- 1944 American Sonata
- 1946 Sunday in Brooklyn
- 1959 3 Moods
- 1967 Theme and Variations Nr. 2
- 1968 Sonata Nr. 2
- 1971 On This Ground
- 1978 A Set of Houses
- American Kaleidoscope
- Folkways U.S.A.
- From My Window
- Lonsome Song
- Sonata Nr. 1
- Sweet Dreams
- The Children's Day
- Three Preludes
- Traumerai

### Werken voor harp
- 1966 American Harp

### Werken voor accordeon
- 1963 Improvisation, Ballad, and Dance

### Filmmuziek
- 1959 They Came to Cordura

## Publicaties
- Elie Siegmeister: Social Influences in Modern Music, in het maandblad Modern Monthly, 1933
- Elie Siegmeister: The Class Spirit in Modern Music, in het maandblad Modern Monthly, 1933
- Elie Siegmeister, Olin Downes: A Treasury of American Song, Knopf, 1940-1943, second edition revised and enlarged Consolidated Music Publishers ISBN 0895241528
- Elie Siegmeister: The Music Lover's Handbook, William Morrow, New York, 1943 Book-of-the-Month Club selection, revised and expanded as The New Music Lover's Handbook, Harvey House, 1973, ISBN 0817851518
- Elie Siegmeister: Invitation to Music, Harvey House, 1962
- Elie Siegmeister: Harmony and Melody - Volume 1: the Diatonic Style, Wadsworth Publishing Co., Belmont, CA, 1965
- Elie Siegmeister: Harmony and Melody - Volume 2: Modulation, Chromatic and Modern Styles, Wadsworth, Publishing Co., Belmont, CA, 1966, 1985, ISBN 0534002471
- Elie Siegmeister: American Kaleidoscope-Set One: Original Piano Pieces, Clayton F. Summy Corp., 1955,